# Bohdan Jesyp
Bohdan Borysowycz Jesyp, ukr. Богдан Борисович Єсип (ur. 2 sierpnia 1978 w Drohobyczu) – ukraiński piłkarz, grający na pozycji napastnika, a wcześniej pomocnika, trener piłkarski.

## Kariera piłkarska

### Kariera klubowa
Wychowanek klubu Dynamo Kijów. W 1996 rozpoczął karierę piłkarską w składzie drugiej drużyny Dynama Kijów. W 1998 został piłkarzem Zirki Kirowohrad, w barwach której 18 lipca 1998 roku debiutował w Wyższej Lidze w meczu z Tawriją Symferopol (0:1). W 1999 bronił barw rosyjskiego Rostsielmasza Rostów nad Donem, po czym powrócił do Zirki. Latem 2000 przeszedł do Karpat Lwów, ale nie potrafił przebić się do podstawowej jedenastki i zimą przeniósł się do Zakarpattia Użhorod. Na początku 2002 został piłkarzem pierwszoligowego zespołu Naftowyk-Ukrnafta Ochtyrka, w którym występował przez 10 lat. Latem 2011 przeniósł się do klubu Krymtepłycia Mołodiżne. W lipcu 2012 zasilił skład PFK Sumy. Po roku przeniósł się do Olimpiku Donieck, w którym zakończył karierę piłkarza.

## Kariera piłkarska
Po zakończeniu kariery piłkarza rozpoczął pracę szkoleniowca. W styczniu 2016 dołączył do sztabu szkoleniowego PFK Sumy. 31 sierpnia 2017 stał na czele sumskiego klubu, którym kierował do 10 stycznia 2018 roku.

## Sukcesy i odznaczenia

### Sukcesy klubowe
- mistrz Pierwszej Lihi Ukrainy: 2007
- wicemistrz Pierwszej Lihi Ukrainy: 1997, 1998
- brązowy medalista Pierwszej Lihi Ukrainy: 2004

### Sukcesy indywidualne
- król strzelców Pierwszej Lihi Ukrainy: 2006